# Marie Dolgorukovová
Marie Dolgoruká nebo Dolgorukovová (rusky Мария Долгорукая nebo Долгорукова; 1555? – 12. listopadu 1573) byla podle legendy ruská carevna, pátá žena Ivana IV. Hrozného. Její skutečnost je zpochybňována a mnoho skutečností naznačuje, že se jednalo o fiktivní postavu.

## Život
Marie Dolgoruká byla poprvé zmíněna až v 19. století.
Jméno Mariina otce není zaznamenáno, traduje se pouze, že pocházel z knížecího rodu Dolgorukovů. Nejsou ani žádné zdroje o svatbě s Ivanem IV. (ruská církev uznávala nejvýše tři manželství). Svatební obřad se měl konat 11. listopadu roku 1573. Podle legendy manželství trvalo jen jeden den. Ivan měl Marii obvinit, že nebyla panna a měl ji nechal utopit.
Zajímavé je, že není známé jméno jejího otce, přestože rodina Dolgorukých zaujímala přední místo mezi ruskou šlechtou. Rovněž nejsou informace o výběru nevěsty, o svatbě samotné a není známé ani místo Mariina hrobu. Všechny tyto skutečnosti naznačují, že carevna byla pouze fiktivní postavou.